# Kitty Friele Faye
Kitty Friele Faye (17 de agosto de 2002) es una deportista de Noruega que compite en atletismo. Ganó una medalla de bronce en el Campeonato Europeo de Atletismo Sub-23 de 2023, en la prueba de salto con pértiga.

## Palmarés internacional
| Campeonato Europeo de Atletismo Sub-23 | Campeonato Europeo de Atletismo Sub-23 | Campeonato Europeo de Atletismo Sub-23 | Campeonato Europeo de Atletismo Sub-23 |
| Año                                    | Lugar                                  | Medalla                                | Prueba                                 |
| -------------------------------------- | -------------------------------------- | -------------------------------------- | -------------------------------------- |
| 2023                                   | Espoo (Finlandia)                      | Medalla de bronce                      | Salto con pértiga                      |